# لوول جورج
لوول جورج (انگلیسی: Lowell George؛ ۱۳ آوریل ۱۹۴۵ – ۲۹ ژوئن ۱۹۷۹) یک موسیقی‌دان اهل ایالات متحده آمریکا بود. وی بین سال‌های ۱۹۶۵ تا ۱۹۷۹ میلادی فعالیت می‌کرد.